# بيت عياض (تبن)
بيت عياض هي إحدى قرى عزلة الحوطة بمديرية تبن التابعة لمحافظة لحج، بلغ تعداد سكانها 2809 نسمة حسب تعداد اليمن لعام 2004.